# マリアノ・リベラ
- マリアーノ・リベラ

マリアノ・リベラ（Mariano Rivera, 1969年11月29日 - ）は、パナマ・パナマ県パナマ市出身の元プロ野球選手（投手）。愛称は「モー（Mo）」。ベースボール・ユナイテッドのアブダビ・ファルコンズの名誉ゼネラルマネージャー（GM）。
現役時代はMLBのニューヨーク・ヤンキースでフランチャイズ・プレイヤーとして5回のワールドシリーズ優勝に貢献した。
MLB歴代最多の通算652セーブのギネス世界記録保持者であり、史上唯一の得票率100%でのアメリカ野球殿堂表彰者。
ルーベン・リベラは従兄弟。

## 経歴

### 生い立ち
パナマ県パナマ市生まれ。父親は漁船の船長をしていたが、暮らしは決して裕福ではなかった。初めてグローブを父に買ってもらったのは12歳の時である。少年時代には友人とサッカーで遊ぶことも多く、野球は遊びとしてとらえており、プロになるという考えはなかった。高校卒業後、父の船でイワシ漁やエビ漁の手伝いをしながら、アマチュアの野球チームに所属していた。
1988年当時のポジションは遊撃手であったが、ある日チームの投手があまりに不調であったため、自ら志願し代役としてマウンドに立った。このことがきっかけで、彼は投手に転向することになった。投手として本格的な指導を受けたことがないにもかかわらず、140km/hの球を投げるリベラを目にしたニューヨーク・ヤンキースのスカウトは、将来性に期待し彼をトライアウトに招待することに決めた。偶然にもその1年前、ヤンキースの別のスカウトが遊撃手としての獲得を見送っていたため、投手としての彼をスカウトすることになったという事実はヤンキースの編成部内に驚きをもたらした。

### プロ入りとヤンキース時代
母はプロ入りに反対であったものの、父の後押しを受けて、1990年2月にドラフト外でヤンキースに入団。

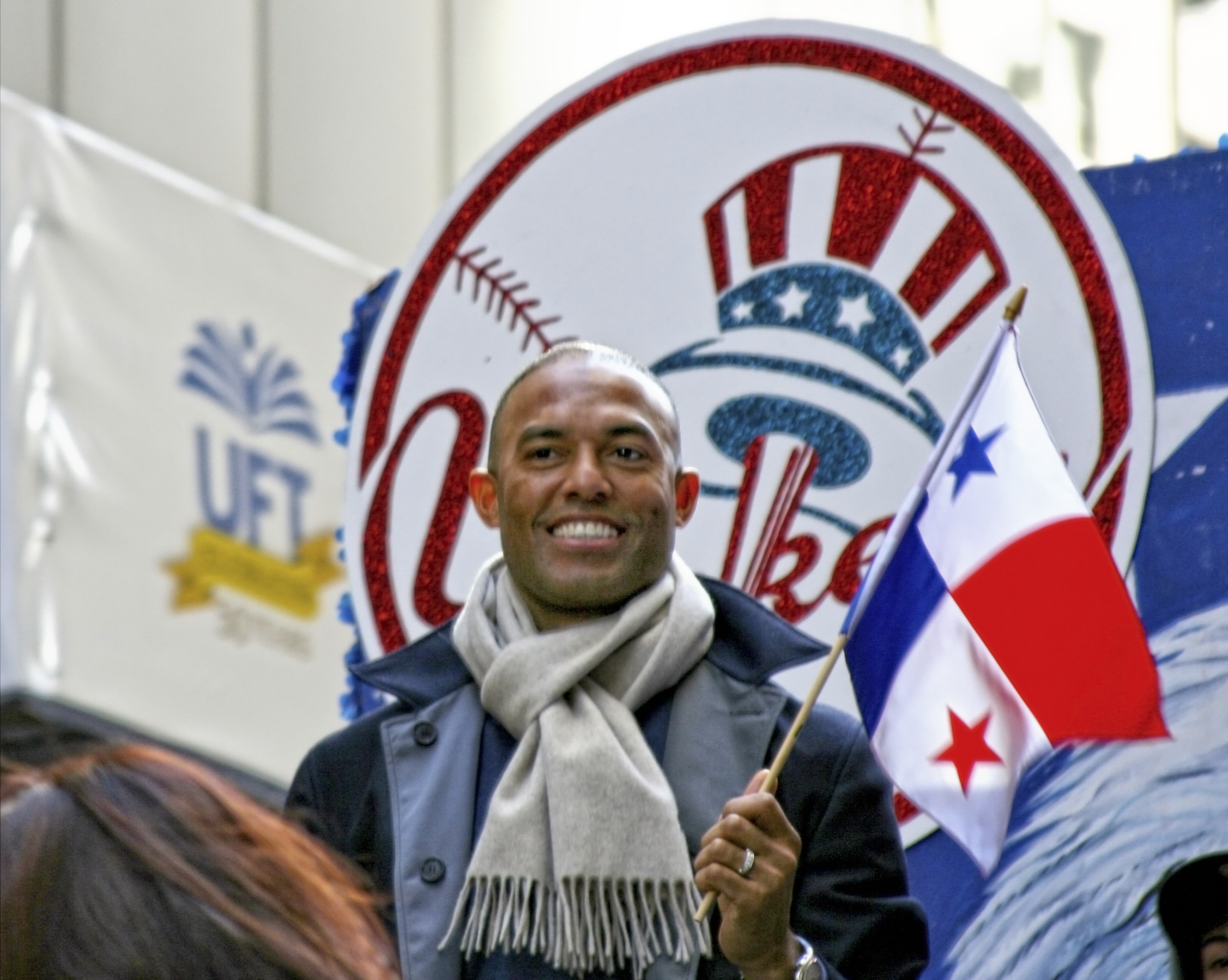
ニューヨーク・ヤンキースのワールドシリーズ優勝パレードにて（2009年）

1990年はルーキーリーグで52イニングで防御率0.17の好成績で、1991年からは先発投手として起用される。1992年には右肘の内側側副靱帯を痛め、フランク・ジョーブの執刀で右肘のクリーニング手術を受ける。
1995年5月23日のアナハイム・エンゼルス戦でメジャー初登板初先発するが、3.1イニング5失点と打ち込まれ、チームは0-10で敗戦を喫し、試合後にマイナーへ降格となった。当時のリベラは、打者にとっては打ちづらいスムーズな投球フォームこそ高く評価されていたが、最高球速が90mph（約144.8km/h）前後で変化球（チェンジアップとスライダー）もそこそこと、やや物足りない投手だった。スタミナの不安を理由に9月からはリリーフへ転向し、19試合のうち10試合に先発登板し、5勝3敗を記録した。
1996年は、抑えのジョン・ウェッテランドへ繋ぐ中継ぎとして61試合に登板して107.2イニングを投げ奪三振は130、防御率2.09を記録した。チームは15年ぶりにポストシーズンへ進出し、リベラは8試合に登板して自責点は1。1996年のワールドシリーズ優勝に貢献した。セーブ数が1桁の中継ぎ投手として初のサイ・ヤング賞の期待もあったが、その投票ではパット・ヘントゲン、アンディ・ペティットに次ぐ3位に入った。

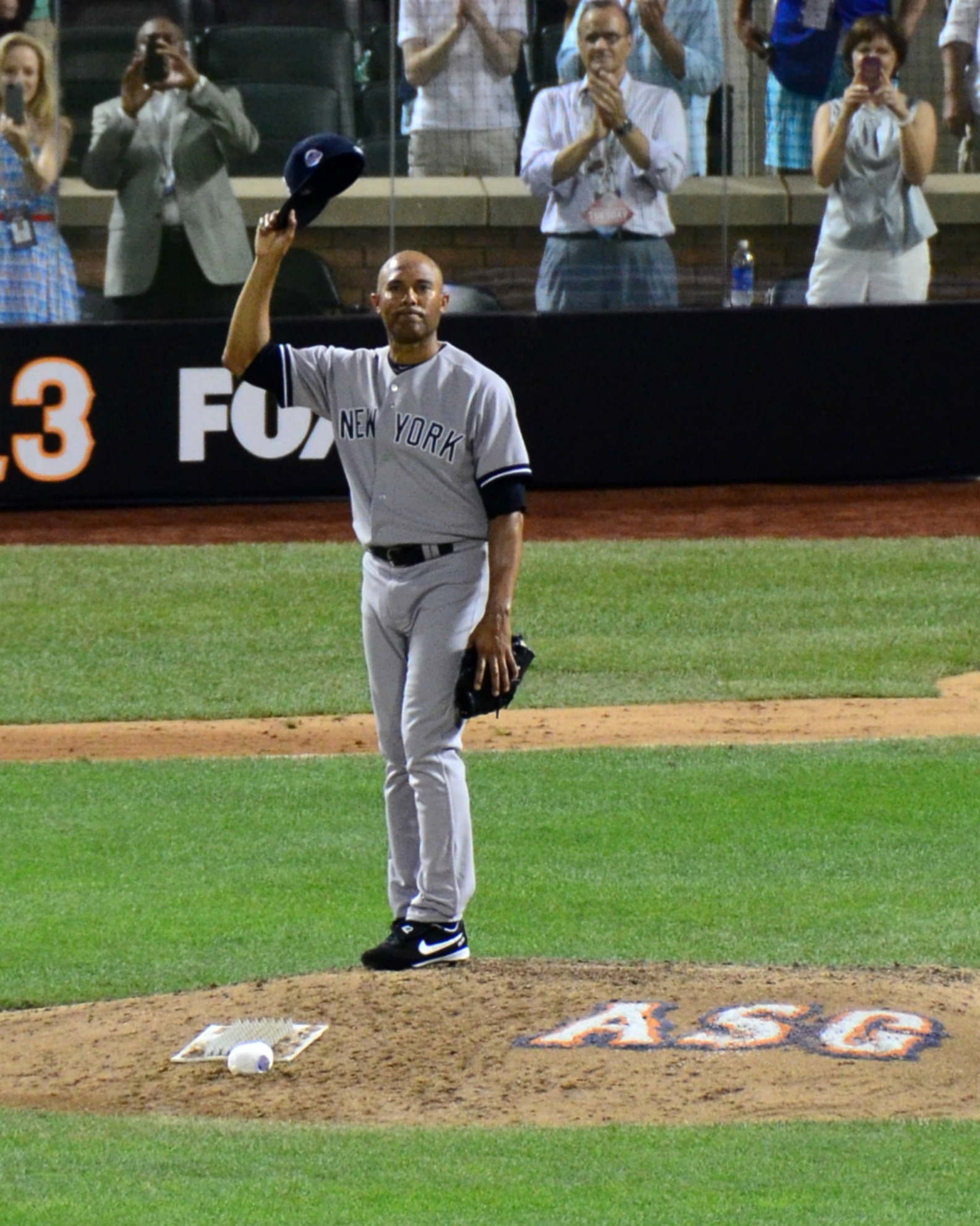
2013年のオールスターゲーム

1997年はウェッテランドがテキサス・レンジャーズへ移籍したことに伴い、その後任としてクローザーに配置転換されたが、開幕後6回のセーブ機会のうち4回を失敗。一時は自信を喪失していたが、監督のジョー・トーリと投手コーチのメル・ストットルマイヤーらから励まされて立ち直った。代名詞のカットボールは偶然をきっかけに習得されたものであった。抑えを任されるようになって数ヶ月したある日、ブルペンでラミロ・メンドーサを相手に投げていた際、ストレートのつもりで投げたボールがメンドーサから見て右にスライドしていった。数日後、デトロイトでキャッチボールをした際にも、ボールが右にそれる癖は抜けないままだった。そこで2人で話し合って「試合で投げたらどうなるか試してみよう」ということになった。抑えとしての初年度は最終的にリーグ2位の43セーブを記録した。しかしポストシーズンではクリーブランド・インディアンスとのディビジョンシリーズ第4戦では、サンディー・アロマー・ジュニアに同点となる本塁打を打たれ、結局チームはこのシリーズで敗退した。
1998年のスプリングトレーニング中、監督と投手コーチと何度も話し合い「プレーオフでの失敗を引きずるな」と言われ、気持ちを切り替えてシーズンに臨んだ。4月5日に右脚の付け根を痛め15日間の故障者リスト入りとなるも、36セーブに防御率1.91を記録。ポストシーズンは10試合に登板し無失点の活躍し、1998年のワールドシリーズ優勝に貢献した。
1999年、レギュラーシーズンはリーグ1位の45セーブ、ポストシーズンは8試合に登板し無失点。
2000年はリーグ4位の36セーブを記録した。
2001年はシーズン開幕前の2月に4年総額3999万ドルで契約を延長した。この年、1986年にデイブ・リゲッティが記録した球団記録の1シーズン46セーブを塗り替える50セーブを記録。ポストシーズンでも好調を維持し、アリゾナ・ダイヤモンドバックスとのワールドシリーズ第5戦まで10試合に登板、14.2イニングを投げて2勝5セーブ、防御率0.61とほぼ完璧な投球を見せていたが、第7戦では、2-1とリードした8回からマウンドに上がりながら、9回に自身のフィルダースチョイスなどでピンチを広げ、トニー・ウォマックに同点適時打、さらにルイス・ゴンザレスにサヨナラ安打を打たれ、敗戦投手となった。リベラにとってポストシーズンでの敗戦投手となった唯一の機会であり、またこれによってポストシーズンにおける23連続セーブが途切れた。
2002年は右肩の故障で3度の故障者リスト入りを経験し、46試合の登板で28セーブとクローザー定着後最低の成績に終わったが、5月9日に通算225セーブ目を挙げ、デイブ・リゲッティの持つ球団通算セーブ記録を更新した。
2003年は股関節の故障で開幕を故障者リスト入りで迎え、シーズン初登板は4月30日と出遅れたが、その後は故障者リスト入りすることもなく64試合に登板し、防御率1.66で40セーブを記録。ボストン・レッドソックスとのリーグチャンピオンシップシリーズは第7戦の延長11回までもつれ込み、アーロン・ブーンの劇的なサヨナラ本塁打で幕切れとなったが、歓喜のあまりマウンド上で倒れこむリベラの姿がファンに強い印象を与えた。シリーズMVPを獲得。この年のポストシーズン全体でも16イニングを1失点だった。
2004年はシーズン開幕前の3月に2005年から2年総額2100万ドル、3年目はオプションの契約を結んだ。この年、53セーブで最多セーブのタイトルを獲得。ディビジョンシリーズでヤンキースがミネソタ・ツインズを破った直後、義弟であるビクター・ダリオ・アビラとその息子がプールに落ちてきた送電線による感電事故で亡くなったという訃報が届いた。リベラはすぐさま母国パナマへ帰国し、葬儀に参加。自家用飛行機で引き返し、ニュージャージー州の空港へ降り立ち、ニューヨーク市警察のパトカーの先導でヤンキー・スタジアムについた。ボストン・レッドソックスとのリーグチャンピオンシップシリーズ第1戦に登板。セーブを記録している。しかしこのシリーズでは4戦、5戦といずれもリードしてマウンドに上がりながら同点打を喫し、2試合ともチームは延長の末敗れた。ヤンキースはこのシリーズでMLBポストシーズン史上初となる3連勝からの4連敗を喫した。
2005年は43セーブで、自己最高の防御率1.38を記録するなど投球内容が良かったため、サイ・ヤング賞も期待されたが、投票数でバートロ・コローンに次ぐ2位に終わった。
2006年7月16日のホワイトソックス戦で史上4人目の400セーブを達成。
2007年は開幕当初の4月は2試合連続でセーブ機会を失敗するなど7.1イニングを投げて9失点などと不振だった。しかし残りの5カ月はセーブ機会32のうち30で成功して防御率も2.26と復調した。最終的にクローザーになって初めてシーズン防御率が3点台となってしまった。シーズン終了後の11月には2008年から3年総額4500万ドルで契約延長した。リリーフ投手として契約総額はB.J.ライアンの5年総額4700万ドルを下回ったものの、年平均1500万ドルはビリー・ワグナーの1075万ドルを上回る史上最高額となった。
2008年は肩の痛みを抱えながら投げ続けた。チームは14年ぶりにポストシーズン進出を逃し、シーズン終了後の10月に肩の手術を受けた。
2009年6月28日のニューヨーク・メッツ戦で、トレバー・ホフマンに次いで史上2人目の通算500セーブを達成した。またこの試合では9回表にフランシスコ・ロドリゲスから押し出し四球を選び、自身初の打点も記録した。9月18日のシアトル・マリナーズ選では9回一死、マイク・カープから見逃し三振を奪い通算1000奪三振を達成。46度のセーブが記録される機会で失敗は2回のみのリーグ最高のセーブ成功率で、44セーブを記録した。ワールドシリーズでも優勝に貢献した。
2010年はオフに2年総額3000万ドルで再契約した。
2011年5月25日のトロント・ブルージェイズ戦で、史上15人目となる通算1000試合登板（単一球団では初）を達成した。8月11日のロサンゼルス・エンゼルス戦で史上初となる9年連続30セーブを達成した。9月13日のシアトル・マリナーズ戦で史上2人目の通算600セーブを達成した。9月19日のツインズ戦で通算602セーブ目を挙げ、トレバー・ホフマンの601セーブを抜いてMLB最多記録となり、ギネス世界記録に認定された
2012年は契約最終年ともありシーズン限りでの引退を示唆していた。しかし、5月3日のカンザスシティ・ロイヤルズ戦、敵地カウフマン・スタジアムでの練習中に右膝を負傷。ジェイソン・ニックスが打った打球を追いかけた際に、外野フェンス前のウォーニングトラックに倒れこんだ。病院への搬送後、前十字靭帯損傷と半月板損傷（一部）と判明し、シーズン残り試合とポストシーズンは欠場した。2003年から9年間続いた60試合登板と30セーブの記録が途切れ、不本意な成績に終わった。後に「私は戻ってきます。このような形で現役から退くことはないだろう」と語り引退示唆を撤回し、翌年の現役続行を表明した。オフに1年総額1000万ドルで再契約した。
2013年3月に同年限りで引退することを表明した。4月4日のレッドソックス戦で先発のアンディ・ペティットの後を受けて1年ぶりに復帰した。7月16日、自身13度目にして最後のオールスターゲームに出場し、8回裏の1イニングを無失点に抑え、MVPを受賞した。9月26日のタンパベイ・レイズ戦が本拠地ヤンキー・スタジアムでの最終登板となった。0-4と4点ビハインドの8回表一死一・二塁で登板、2者を連続で打ち取りピンチを無失点で切り抜けると9回も続投し、2者を凡打に打ち取り合計1.2イニングをパーフェクトに抑えたところでジョー・ジラルディ監督ではなく長年チームメイトとしてプレーしてきたデレク・ジーターとアンディ・ペティットにマウンド上で交代を告げられた。リベラは号泣して2人と抱き合い、スタンディングオベーションの中でマウンドを降りた。現役ラストイヤーは前年の故障からクローザーとして復活を果たし、64試合の登板で6勝2敗44セーブ、防御率2.11を記録する活躍を見せ今度こそ有終の美を飾った。

### 引退後

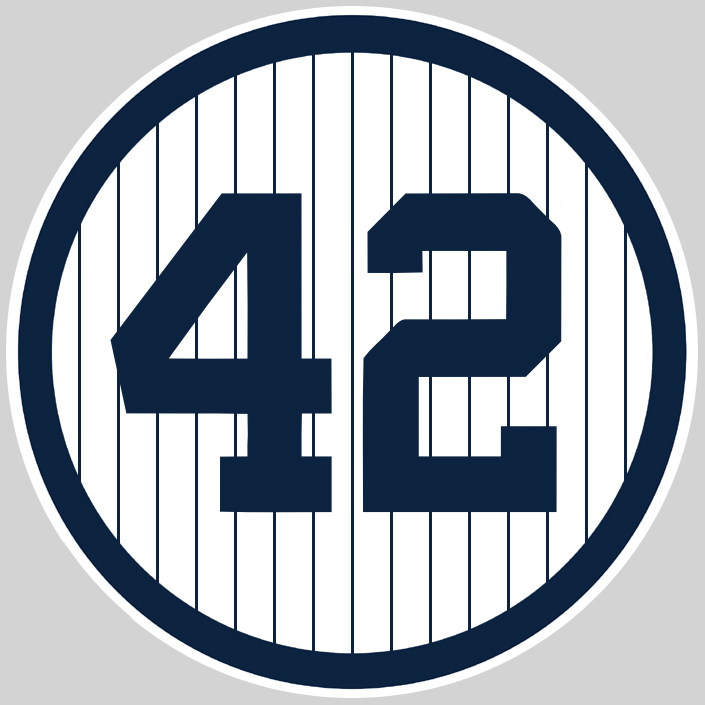
リベラの背番号「42」。
ニューヨーク・ヤンキースの永久欠番に2013年指定。

2015年6月にイスラエルを表敬訪問した。
2019年1月、史上初の得票率100%でアメリカ野球殿堂に表彰された。トレバー・ホフマンの表彰の1年後のことであった。9月にはホワイトハウスにてドナルド・トランプ大統領より大統領自由勲章を授与された。
2022年7月26日にバリー・ラーキンと共にステークホルダーとしてインド、パキスタン、中東にてユナイテッド・インターナショナル・ベースボール・リーグ の発足を発表した。その後、8月3日に発足したアブダビ・ファルコンズの名誉GMとなった。

## 選手としての特徴
- 「95mph（約152.9km/h）で8インチ（約20.3cm）曲がる」[33]、「バットをへし折る電動ノコギリ」[34]ともいわれるカットボール（カットファストボール）を武器にする。フォーシームは2003年には101mph（約162.5km/h）を記録したことがあるがキャリア全体を見回しても投球の8割以上カットボールであり、現役中はほとんどこの球種しか投げていなかった。そのため打者は狙いを絞りやすいが、手元（約10フィート、約3m手前）で鋭く変化するので、打者は非常に舌を巻く。他にツーシーム、ごく稀にシンカーを投げていた[35]。
- ESPNの「Sport Science」によると、カットボールの回転数は1500-1600rpmであり、フォーシームと比較して8インチ（約20cm）も変化するという。そのため、打者は芯を外して根本でとらえてバットを折られることも多い。2013年には同年で引退するリベラにミネソタ・ツインズより「折られたバットで作られた椅子」が贈られた。芯を外す投球に長けたグラウンドボールピッチャーであり、通算被本塁打率0.50は1995年から2013年までの期間で1000投球回以上投げた投手の中で最も低い率である[36]。また、同期間の通算防御率も250投球回以上投げた投手の中で最も低い率である[37]。
- 力みのないモーションで1種類の球種しか投げないので、腕への負担が小さかったとされる[35]。チームの主力ストッパーであり怪我をするとチームに迷惑が掛かるため、体への負担を考慮して敢えて様々な変化球の習得に手を出すことはしなかったという。
- ポストシーズンには特に強く、96試合141イニングで8勝1敗42セーブ、防御率0.70、WHIP0.76を記録している。
- 現在のプロ野球投手の間では常識になっているアイシング治療には否定的な考えを持っている[38]。

## 人物
本拠地ヤンキー・スタジアムにおけるリベラの登場曲としてヘヴィ・メタルバンドのメタリカの『エンター・サンドマン』が用いられており、冒頭の印象的なアルペジオが流れると、勝利を確信した球場は大いに沸く。これは1998年のワールドシリーズにおいて、対戦相手だったパドレスの守護神トレバー・ホフマンが、登場曲であったAC/DCの"Hells Bells" とともに熱狂的に敵地の観客に迎えられているのを見たスコアボード・スタッフの発案によるもので、リベラ自身は選曲に一切関わっていないが、今日ではファンにとって、カットボールと並ぶほどに、彼を象徴するものとなっている（もっとも、リベラ自身はヘヴィメタルのリスナーではなく、クリスチャン・ミュージックを好むという）。
背番号『42』。この番号は初めてメジャーに昇格した時に、ヤンキースから与えられた番号で、自身が選んだものではない。またこの番号は現在ではジャッキー・ロビンソンの栄誉を称えMLB全球団共通の永久欠番となっているが、この規則が制定された1997年以前から42番をつけている選手に関しては例外としてつけ続けることが認められており、リベラがその中で最も遅くまで現役を続けたため、MLBで最後に42番を付けた選手となった。そして、引退とともにその最後の背番号42番をジャッキー・ロビンソンだけでなく、リベラ自身の永久欠番としてヤンキースに刻み込んだ。
2015年10月にアメリカ合衆国の市民権を取得し、帰化している。
薬物疑惑とも無縁であったため、現役時代から将来の殿堂入りが確実視されている数少ない選手の1人であった。2013年1月5日にはCBSスポーツ電子版が「現役選手で殿堂入りが確実な5人」を特集し、デレク・ジーター、イチロー、アルバート・プホルス、ジム・トーミの4人とともにリベラの名前が挙げられ、そして2019年1月、資格取得1年目かつ、史上初の得票率100%（全425票）で殿堂入りを果たした。

## 詳細情報

### 年度別投手成績
| 年 度     | 球 団     | 登 板 | 先 発 | 完 投 | 完 封 | 無 四 球 | 勝 利 | 敗 戦 | セ 丨 ブ | ホ 丨 ル ド | 勝 率 | 打 者 | 投 球 回 | 被 安 打 | 被 本 塁 打 | 与 四 球 | 敬 遠 | 与 死 球 | 奪 三 振 | 暴 投 | ボ 丨 ク | 失 点 | 自 責 点 | 防 御 率 | W H I P |
| --------- | --------- | ----- | ----- | ----- | ----- | -------- | ----- | ----- | -------- | ----------- | ----- | ----- | -------- | -------- | ----------- | -------- | ----- | -------- | -------- | ----- | -------- | ----- | -------- | -------- | ------- |
| 1995      | NYY       | 19    | 10    | 0     | 0     | 0        | 5     | 3     | 0        | --          | .625  | 301   | 67.0     | 71       | 11          | 30       | 0     | 2        | 51       | 0     | 1        | 43    | 41       | 5.51     | 1.51    |
| 1996      | NYY       | 61    | 0     | 0     | 0     | 0        | 8     | 3     | 5        | --          | .727  | 425   | 107.2    | 73       | 1           | 34       | 3     | 2        | 130      | 1     | 0        | 25    | 25       | 2.09     | 0.99    |
| 1997      | NYY       | 66    | 0     | 0     | 0     | 0        | 6     | 4     | 43       | --          | .600  | 301   | 71.2     | 65       | 5           | 20       | 6     | 0        | 68       | 2     | 0        | 17    | 15       | 1.88     | 1.19    |
| 1998      | NYY       | 54    | 0     | 0     | 0     | 0        | 3     | 0     | 36       | --          | 1.000 | 246   | 61.1     | 48       | 3           | 17       | 1     | 1        | 36       | 0     | 0        | 13    | 13       | 1.91     | 1.06    |
| 1999      | NYY       | 66    | 0     | 0     | 0     | 0        | 4     | 3     | 45       | 0           | .571  | 268   | 69.0     | 43       | 2           | 18       | 3     | 3        | 52       | 2     | 1        | 15    | 14       | 1.83     | 0.88    |
| 2000      | NYY       | 66    | 0     | 0     | 0     | 0        | 7     | 4     | 36       | 0           | .636  | 311   | 75.2     | 58       | 4           | 25       | 3     | 0        | 58       | 2     | 0        | 26    | 24       | 2.85     | 1.10    |
| 2001      | NYY       | 71    | 0     | 0     | 0     | 0        | 4     | 6     | 50       | 0           | .400  | 310   | 80.2     | 61       | 5           | 12       | 2     | 1        | 83       | 1     | 0        | 24    | 21       | 2.34     | 0.91    |
| 2002      | NYY       | 45    | 0     | 0     | 0     | 0        | 1     | 4     | 28       | 2           | .200  | 187   | 46.0     | 35       | 3           | 11       | 2     | 2        | 41       | 1     | 1        | 16    | 14       | 2.74     | 1.00    |
| 2003      | NYY       | 64    | 0     | 0     | 0     | 0        | 5     | 2     | 40       | 0           | .714  | 277   | 70.2     | 61       | 3           | 10       | 1     | 4        | 63       | 0     | 0        | 15    | 13       | 1.66     | 1.01    |
| 2004      | NYY       | 74    | 0     | 0     | 0     | 0        | 4     | 2     | 53       | 0           | .667  | 316   | 78.2     | 65       | 3           | 20       | 3     | 5        | 66       | 0     | 0        | 17    | 17       | 1.94     | 1.08    |
| 2005      | NYY       | 71    | 0     | 0     | 0     | 0        | 7     | 4     | 43       | 0           | .636  | 306   | 78.1     | 50       | 2           | 18       | 0     | 4        | 80       | 0     | 0        | 18    | 12       | 1.38     | 0.87    |
| 2006      | NYY       | 63    | 0     | 0     | 0     | 0        | 5     | 5     | 34       | 0           | .500  | 293   | 75.0     | 61       | 3           | 11       | 4     | 5        | 55       | 0     | 0        | 16    | 15       | 1.80     | 0.96    |
| 2007      | NYY       | 67    | 0     | 0     | 0     | 0        | 3     | 4     | 30       | 0           | .429  | 295   | 71.1     | 68       | 4           | 12       | 2     | 6        | 74       | 1     | 0        | 25    | 25       | 3.15     | 1.12    |
| 2008      | NYY       | 64    | 0     | 0     | 0     | 0        | 6     | 5     | 39       | 0           | .545  | 259   | 70.2     | 41       | 4           | 6        | 0     | 2        | 77       | 1     | 0        | 11    | 11       | 1.40     | 0.67    |
| 2009      | NYY       | 66    | 0     | 0     | 0     | 0        | 3     | 3     | 44       | 0           | .500  | 257   | 66.1     | 48       | 7           | 12       | 1     | 1        | 72       | 1     | 0        | 14    | 13       | 1.76     | 0.91    |
| 2010      | NYY       | 61    | 0     | 0     | 0     | 0        | 3     | 3     | 33       | 0           | .500  | 230   | 60.0     | 39       | 2           | 11       | 3     | 5        | 45       | 0     | 0        | 14    | 12       | 1.80     | 0.83    |
| 2011      | NYY       | 64    | 0     | 0     | 0     | 0        | 1     | 2     | 44       | 0           | .333  | 233   | 61.1     | 47       | 3           | 8        | 2     | 2        | 60       | 1     | 0        | 13    | 13       | 1.91     | 0.90    |
| 2012      | NYY       | 9     | 0     | 0     | 0     | 0        | 1     | 1     | 5        | 0           | .500  | 32    | 8.1      | 6        | 0           | 2        | 2     | 0        | 8        | 0     | 0        | 2     | 2        | 2.16     | 0.96    |
| 2013      | NYY       | 64    | 0     | 0     | 0     | 0        | 6     | 2     | 44       | 0           | .750  | 256   | 64.0     | 58       | 6           | 9        | 3     | 1        | 54       | 0     | 0        | 16    | 15       | 2.11     | 1.08    |
| MLB：19年 | MLB：19年 | 1115  | 10    | 0     | 0     | 0        | 82    | 60    | 652      | 2           | .577  | 5103  | 1283.2   | 998      | 71          | 286      | 41    | 46       | 1173     | 13    | 3        | 340   | 315      | 2.21     | 1.00    |

- 各年度の太字はリーグ最高、赤太字はMLB歴代最高

### MLBポストシーズン投手成績
| 年 度      | 球 団      | 登 板 | 先 発 | 完 投 | 完 封 | 無 四 球 | 勝 利 | 敗 戦 | セ 丨 ブ | ホ 丨 ル ド | 勝 率 | 打 者 | 投 球 回 | 被 安 打 | 被 本 塁 打 | 与 四 球 | 敬 遠 | 死 球 | 奪 三 振 | 暴 投 | ボ 丨 ク | 失 点 | 自 責 点 | 防 御 率 | W H I P |
| ---------- | ---------- | ----- | ----- | ----- | ----- | -------- | ----- | ----- | -------- | ----------- | ----- | ----- | -------- | -------- | ----------- | -------- | ----- | ----- | -------- | ----- | -------- | ----- | -------- | -------- | ------- |
| 1995       | NYY        | 3     | 0     | 0     | 0     | 0        | 1     | 0     | 0        | --          | 1.000 | 20    | 5.1      | 3        | 0           | 1        | 1     | 0     | 8        | 0     | 0        | 0     | 0        | 0.00     | 0.75    |
| 1996       | NYY        | 8     | 0     | 0     | 0     | 0        | 1     | 0     | 0        | --          | 1.000 | 57    | 14.1     | 10       | 0           | 5        | 0     | 0     | 10       | 0     | 0        | 1     | 1        | 0.63     | 1.05    |
| 1997       | NYY        | 2     | 0     | 0     | 0     | 0        | 0     | 0     | 1        | --          | .000  | 8     | 2.0      | 2        | 1           | 0        | 0     | 0     | 1        | 0     | 0        | 1     | 1        | 4.50     | 1.00    |
| 1998       | NYY        | 10    | 0     | 0     | 0     | 0        | 0     | 0     | 6        | --          | .000  | 47    | 13.1     | 6        | 0           | 2        | 0     | 0     | 11       | 0     | 0        | 0     | 0        | 0.00     | 0.60    |
| 1999       | NYY        | 8     | 0     | 0     | 0     | 0        | 2     | 0     | 6        | --          | 1.000 | 43    | 12.1     | 9        | 0           | 1        | 0     | 0     | 9        | 1     | 0        | 0     | 0        | 0.00     | 0.81    |
| 2000       | NYY        | 10    | 0     | 0     | 0     | 0        | 0     | 0     | 6        | --          | .000  | 60    | 15.2     | 10       | 1           | 1        | 0     | 1     | 10       | 0     | 0        | 3     | 3        | 1.72     | 0.70    |
| 2001       | NYY        | 11    | 0     | 0     | 0     | 0        | 2     | 1     | 5        | --          | .667  | 64    | 16.0     | 12       | 0           | 2        | 1     | 1     | 14       | 2     | 0        | 4     | 2        | 1.13     | 0.88    |
| 2002       | NYY        | 1     | 0     | 0     | 0     | 0        | 0     | 0     | 1        | --          | .000  | 4     | 1.0      | 1        | 0           | 0        | 0     | 0     | 0        | 0     | 0        | 0     | 0        | 0.00     | 1.00    |
| 2003       | NYY        | 8     | 0     | 0     | 0     | 0        | 1     | 0     | 5        | --          | 1.000 | 55    | 16.0     | 7        | 0           | 0        | 0     | 0     | 14       | 0     | 0        | 1     | 1        | 0.56     | 0.44    |
| 2004       | NYY        | 9     | 0     | 0     | 0     | 0        | 1     | 0     | 2        | --          | 1.000 | 47    | 12.2     | 8        | 0           | 2        | 0     | 0     | 8        | 0     | 0        | 1     | 1        | 0.71     | 0.79    |
| 2005       | NYY        | 2     | 0     | 0     | 0     | 0        | 0     | 0     | 2        | --          | .000  | 11    | 3.0      | 1        | 0           | 1        | 0     | 0     | 2        | 0     | 0        | 1     | 1        | 3.00     | 0.67    |
| 2006       | NYY        | 1     | 0     | 0     | 0     | 0        | 0     | 0     | 0        | --          | .000  | 3     | 1.0      | 1        | 0           | 0        | 0     | 0     | 0        | 0     | 0        | 0     | 0        | 0.00     | 1.00    |
| 2007       | NYY        | 3     | 0     | 0     | 0     | 0        | 0     | 0     | 0        | --          | .000  | 19    | 4.2      | 2        | 0           | 1        | 1     | 1     | 6        | 0     | 0        | 0     | 0        | 0.00     | 0.64    |
| 2009       | NYY        | 12    | 0     | 0     | 0     | 0        | 0     | 0     | 5        | --          | .000  | 63    | 16.0     | 10       | 0           | 5        | 1     | 0     | 14       | 0     | 0        | 1     | 1        | 0.56     | 0.94    |
| 2010       | NYY        | 6     | 0     | 0     | 0     | 0        | 0     | 0     | 3        | --          | .000  | 22    | 6.1      | 4        | 0           | 0        | 0     | 0     | 2        | 0     | 0        | 0     | 0        | 0.00     | 0.63    |
| 2011       | NYY        | 2     | 0     | 0     | 0     | 0        | 0     | 0     | 0        | --          | .000  | 4     | 1.1      | 0        | 0           | 0        | 0     | 0     | 1        | 0     | 0        | 0     | 0        | 0.00     | 0.00    |
| 出場：16回 | 出場：16回 | 96    | 0     | 0     | 0     | 0        | 8     | 1     | 42       | --          | .889  | 527   | 141.0    | 86       | 2           | 21       | 4     | 3     | 110      | 3     | 0        | 13    | 11       | 0.70     | 0.76    |

- 赤太字はMLBポストシーズン歴代最高

### 年度別守備成績
| 年 度 | 球 団 | 投手（P） | 投手（P） | 投手（P） | 投手（P） | 投手（P） | 投手（P） |
| 年 度 | 球 団 | 試 合     | 刺 殺     | 補 殺     | 失 策     | 併 殺     | 守 備 率  |
| ----- | ----- | --------- | --------- | --------- | --------- | --------- | --------- |
| 1995  | NYY   | 19        | 2         | 14        | 0         | 1         | 1.000     |
| 1996  | NYY   | 61        | 4         | 13        | 0         | 0         | 1.000     |
| 1997  | NYY   | 66        | 11        | 9         | 0         | 0         | 1.000     |
| 1998  | NYY   | 54        | 3         | 14        | 0         | 1         | 1.000     |
| 1999  | NYY   | 66        | 12        | 10        | 0         | 2         | 1.000     |
| 2000  | NYY   | 66        | 8         | 15        | 0         | 0         | 1.000     |
| 2001  | NYY   | 71        | 17        | 15        | 1         | 0         | .970      |
| 2002  | NYY   | 45        | 3         | 6         | 2         | 1         | .818      |
| 2003  | NYY   | 64        | 4         | 15        | 2         | 0         | .905      |
| 2004  | NYY   | 74        | 9         | 31        | 1         | 1         | .976      |
| 2005  | NYY   | 71        | 7         | 22        | 0         | 1         | 1.000     |
| 2006  | NYY   | 63        | 7         | 18        | 0         | 1         | 1.000     |
| 2007  | NYY   | 67        | 6         | 10        | 0         | 1         | 1.000     |
| 2008  | NYY   | 64        | 6         | 8         | 0         | 1         | 1.000     |
| 2009  | NYY   | 66        | 2         | 16        | 0         | 1         | 1.000     |
| 2010  | NYY   | 61        | 2         | 16        | 0         | 0         | 1.000     |
| 2011  | NYY   | 64        | 1         | 12        | 0         | 1         | 1.000     |
| 2012  | NYY   | 9         | 1         | 2         | 0         | 0         | 1.000     |
| 2013  | NYY   | 64        | 5         | 12        | 0         | 0         | 1.000     |
| MLB   | MLB   | 1115      | 110       | 258       | 6         | 12        | .984      |

### タイトル
- 最多セーブ投手：3回（1999年、2001年、2004年）

### 表彰
- アメリカ野球殿堂（2019年）※史上唯一の得票率100%
- ローレイズ・リリーフマン賞：5回（1999年、2001年、2004年、2005年、2009年）
- DHL デリバリー・マン・オブ・ザ・イヤー：3回（2005年、2006年、2009年）
- DHL デリバリー・マン・オブ・ザ・マンス：2回（2008年4月、2009年7月）
- ピッチャー・オブ・ザ・マンス：1回（1999年8月）
- ワールドシリーズMVP：1回（1999年）
- リーグチャンピオンシップシリーズMVP：1回（2003年）
- MLBオールスターゲームMVP：1回（2013年）
- ベーブ・ルース賞：1回（1999年）
- コミッショナー特別表彰（2013年）
- カムバック賞：1回（2013年）
- プレイヤーズ・チョイス・アワーズ（2013年）
- マービン・ミラー賞（英語版）：1回（2013年）
- 大統領自由勲章（2019年）

### 記録
- MLBオールスターゲーム選出：13回（1997年、1999年 - 2002年、2004年 - 2006年、2008年 - 2011年〈2010年と2011年は欠場〉、2013年）
- ワールドシリーズ優勝：5回（1996年、1998年、1999年、2000年、2009年）※出場は7回
- 通算セーブ：652（歴代1位、ギネス世界記録）
- 通算交代完了：952（歴代1位）
- ポストシーズン通算登板：96（歴代1位）
- ポストシーズン通算セーブ：42（歴代1位）
- ワールドシリーズ通算登板：24（歴代1位）
- ワールドシリーズ通算セーブ：11（歴代1位）
- 連続シーズン30セーブ：9年（2003年 - 2011年、歴代1位）
- 連続シーズンセーブ：18年（1996年 - 2013年、歴代1位）※ジョン・フランコと並ぶ
- MLBオールスターゲーム通算セーブ：4（歴代1位）

### 背番号
- 42（1995年 - 2013年）※ジャッキー・ロビンソンと共同でニューヨーク・ヤンキースの永久欠番

## 関連情報

### 著書
- 金原瑞人、樋渡正人 訳『クローザー マリアノ・リベラ自伝』作品社、2015年11月。ISBN 978-4861825644。

### 関連書籍
- フィル・ペペ 著、ないとうふみこ 訳『コア・フォー ニューヨーク・ヤンキース黄金時代、伝説の四人』作品社、2015年12月。ISBN 978-4861825583。 ※コア・フォーとは、1990年代後半からの約10年間のヤンキースの黄金期を支えたデレク・ジーター、アンディ・ペティット、ホルヘ・ポサダ、リベラの4人の総称